# Berberis argentinensis
Berberis argentinensis là một loài thực vật có hoa trong họ Hoàng mộc. Loài này được Hosseus mô tả khoa học đầu tiên năm 1921.